# 克拉西和蒂耶雷
克拉西和蒂耶雷（法語：Clacy-et-Thierret，法語發音：[klasi e tjɛʁɛ]）是法国上法蘭西大區埃纳省的一个市镇，属于拉昂区。

## 地理
克拉西和蒂耶雷（49°32'40"N, 3°34'13"E）面积4.21 平方千米，位于法国上法蘭西大區埃纳省，该省份为法国北部内陆省份，北起北部省，西接索姆省和瓦兹省，东临阿登省和马恩省，西南至塞纳-马恩省，东北部与比利时接壤。
与克拉西和蒂耶雷接壤的市镇（或旧市镇、城区）包括：希维莱塞图韦勒、拉尼斯库尔、拉昂、莫兰沙尔、蒙昂洛努瓦。
克拉西和蒂耶雷的时区为UTC+01:00、UTC+02:00（夏令时）。

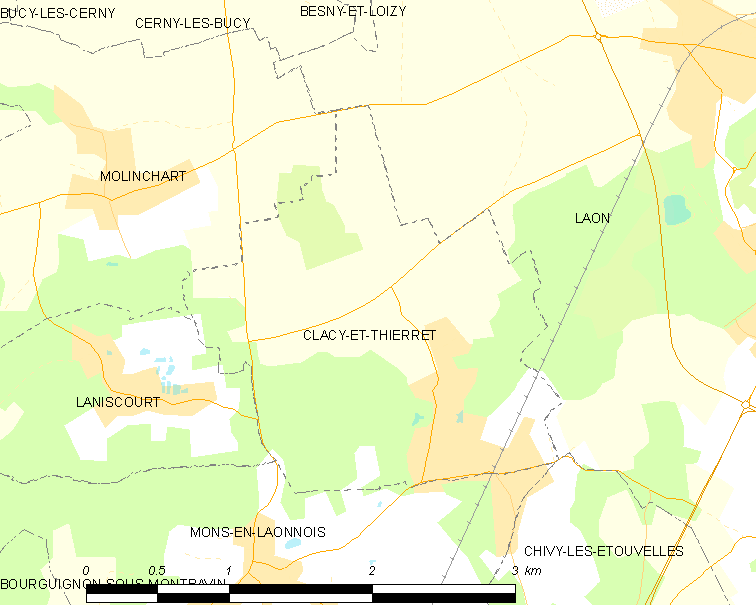
克拉西和蒂耶雷的OSM定位图

## 行政
克拉西和蒂耶雷的邮政编码为02000，INSEE市镇编码为02196。

## 政治
克拉西和蒂耶雷所属的省级选区为拉昂第一县。

## 人口

1962-2008年间克拉西和蒂耶雷人口变化图示

克拉西和蒂耶雷于2022年1月1日时的人口数量为294人。